# Juventus TV
Pour les articles homonymes, voir JTV.
Juventus TV ou JTV est une chaîne de télévision privée italienne, entièrement consacrée au club de football piémontais de la Juventus Football Club, appartenant à la famille Agnelli. Le siège de la chaîne est situé près des installations du Juventus Center, le centre d'entraînement du club, situé dans la ville de Vinovo.
Créée le 1er novembre 2006 (le jour du 109e anniversaire du club) en partenariat avec la Rai, la chaîne offre aux abonnés (environ 40 000), des interviews exclusives des joueurs, des entraîneurs, ainsi que de l'encadrement technique, les matchs entiers de l'équipe en série A du championnat d'Italie, en coupe d'Italie, ou encore dans les autres compétitions de l'UEFA dans lesquelles la Juve joue.
La Juventus Channel n'est pas la première chaîne de TV italienne consacrée à un club de football, où il existe également Roma Channel, Inter TV, Milan TV ou encore Palermo Channel.
La chaîne retransmet également d'anciens matchs des saisons précédentes, notamment ceux qui ont marqué l'histoire du club, des reportages, ou d'autres programmes à thème.
En Italie, le numéro de la chaîne était le 231 du bouquet de télévision par satellite Sky Italia.
Le 12 juillet 2013, Juventus Channel devient JTV en passant sous la gestion de l'agence LaPresse. Depuis le 1er juillet 2016, Juventus TV est géré uniquement par le club.
Le 30 juin 2018, la chaîne cesse sa diffusion, Juventus TV devenant une plateforme uniquement web. 